# Conochitinidae
Famille
Sous-familles de rang inférieur
- †Belonechitininae
- †Conochitininae Paris, 1981
- †Spinachitininae
- †Tanuchitininae

Les Conochitinidae sont une famille fossile de l'ordre éteint des Prosomatifera, de la classe des Chitinozoa, un groupe aujourd'hui disparu de microfossiles marins à paroi organique (palynomorphes) d'affinité biologique incertaine.

## Liste des genres
Selon GBIF (30 mars 2023) :
- †Acanthochitina Eisenack, 1931
- †Belonechitina Jansonius, 1964
- †Conochitina Eisenack, 1931
- †Eremochitina Taugourdeau & Jekhowsky, 1960
- †Hercochitina Jansonius, 1964
- †Jenkinochitina Paris, 1981
- †Laufeldochitina Paris, 1981
- †Pistillachitina Taugourdeau, 1966
- †Pogonochitina Taugourdeau, 1961
- †Rhabdochitina Eisenack, 1931
- †Siphonochitina Jenkins, 1967
- †Spathachitina da Costa, 1970
- †Spinachitina Schallreuter, 1963
- †Tanuchitina Jansonius, 1964
- †Velatachitina Poumot, 1968

### Publication originale
- (de) A. Eisenack, « Neue Mikrofossilien des baltischen Silurs », Naturwissenschaften, 1931, vol. 18, n. 42, p. 880–881, DOI 10.1007/BF01488901.